# Thetford Assurancia
Thetford Assurancia je profesionální kanadský klub ledního hokeje, který sídlí v Thetford Mines v provincii Québec. Založen byl v roce 1996 pod názvem Thetford Mines Coyotes. Svůj současný název nese od roku 2015. Do profesionální LNAH vstoupil v ročníku 1996/97. Své domácí zápasy odehrává v hale Centre Mario-Gosselin s kapacitou 2 500 diváků. Klubové barvy jsou černá a bílá.
Jedná se o dvojnásobného vítěze LNAH (sezóny 2011/12 a 2014/15).

## Historické názvy
Zdroj: 
- 1996 – Thetford Mines Coyotes
- 2000 – Thetford Mines Prolab
- 2007 – Thetford Mines Isothermic
- 2015 – Thetford Assurancia

## Úspěchy
- Vítěz LNAH ( 2× )
  - 2011/12, 2014/15

## Přehled ligové účasti
Zdroj: 
- 1996–2004: Ligue de hockey semi-professionnelle du Québec
- 2004– : Ligue Nord-Américaine de Hockey